# Seyon
Le Seyon est une rivière de Suisse, située entièrement dans le canton de Neuchâtel. Ses principales sources ont été captées au XXe siècle pour alimenter les réseaux d'eau. Ainsi, en période d'étiage, le cours supérieur du Seyon est alimenté uniquement par les eaux rejetées par la station d'épuration. Plusieurs affluents s'ajoutent au débit en aval de la station. La qualité de la vie dans la rivière en est d'ailleurs étroitement liée et totalement dépendante.
Les stations d'épuration des villages de Coffrane, Boudevilliers et Valangin, qui rejetaient leurs eaux traitées dans le Seyon ou ses affluents ont été mises hors service en 2010. Une nouvelle canalisation achemine les eaux usées à la station de Neuchâtel.

## Parcours
Il coule sur environ 20 km. Il trouve sa source au-dessus de Villiers, avec un débit de 300 à 400 litres par minute. Son bassin de 40 km2 est formé des eaux superficielles du Val-de-Ruz, il est superposé au bassin versant de la Serrière qui couvre la quasi-totalité de la région Val-de-Ruz. À partir de la commune de Valangin, il creuse une vallée étroite et encaissée appelée les gorges du Seyon sur environ quatre kilomètres avant de rejoindre la ville de Neuchâtel. Son débit au sortir des gorges est extrêmement variable (dans un rapport de 1 à 500).

## Histoire

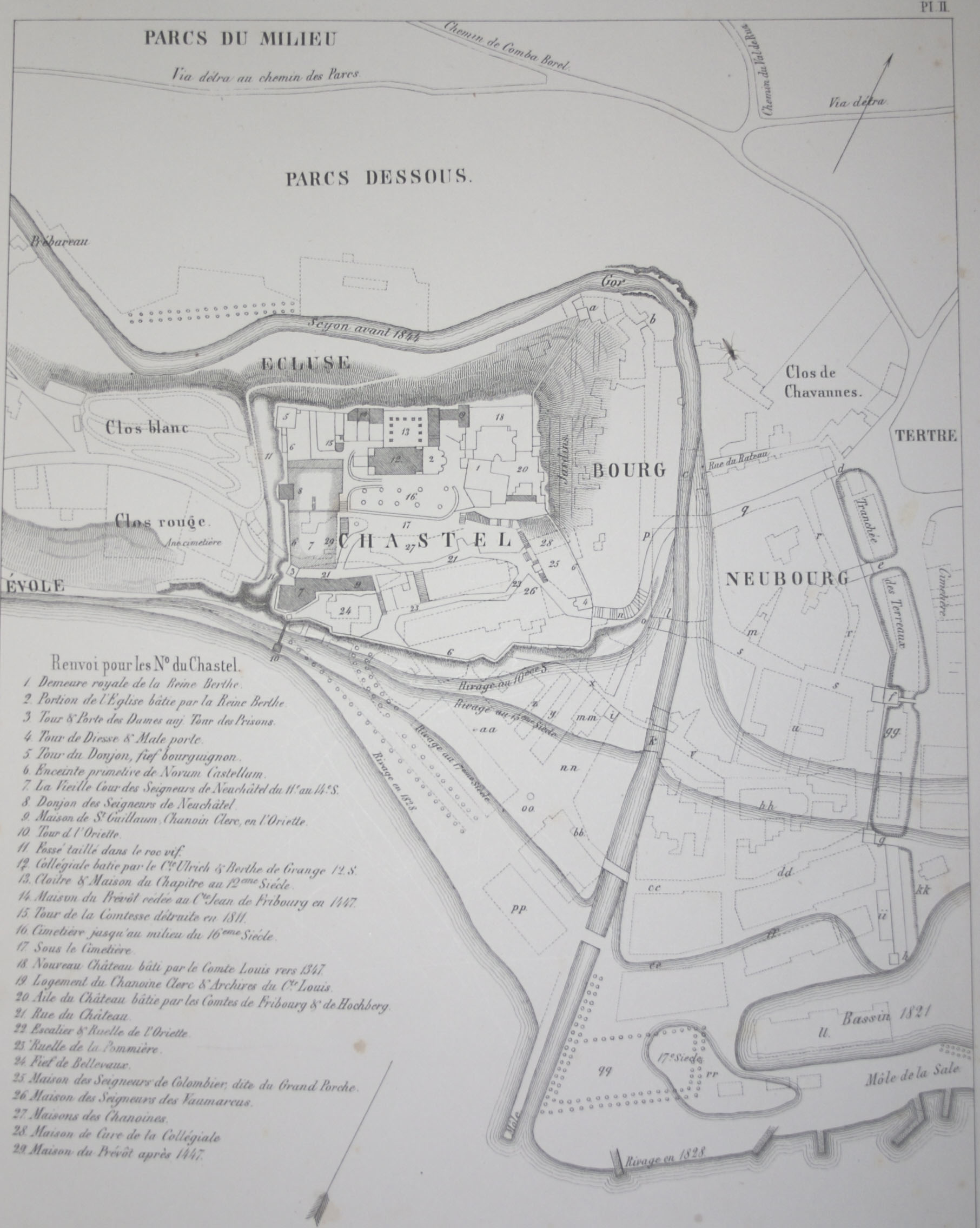
Le parcours du Seyon autour du château de Neuchâtel avant 1843.

Le Seyon coulait originellement dans la ville de Neuchâtel, jusqu'aux travaux de détournement de 1843. Une rue de Neuchâtel porte son nom, là où passait le Seyon, la rivière servant également d'égout à ciel ouvert. En 1579, une crue du Seyon détruit trente maisons dont l'Hôtel de Ville, une vingtaine de personnes sont noyées. Les habitants de Neuchâtel ont pour habitude de citer le Seyon avec l'expression : «  Potent le seyon !  ».